# Coefficiente binomiale
In matematica, il coefficiente binomiale {\displaystyle {\tbinom {n}{k}}} (che si legge "{\displaystyle n} su {\displaystyle k}") è un numero intero non negativo definito dalla seguente formula
{\displaystyle {\binom {n}{k}}=C(n;k)={\frac {n!}{k!\cdot \left(n-k\right)!}},\qquad n,k\in \mathbb {N} ,\,0\leq k\leq n,}
dove {\displaystyle n!} è il fattoriale di {\displaystyle n}. Può essere calcolato anche facendo ricorso al triangolo di Tartaglia. Esso fornisce il numero delle combinazioni semplici di {\displaystyle n} elementi di classe {\displaystyle k}.
Per esempio:
{\displaystyle {5 \choose 3}={\frac {5!}{3!(5-3)!}}={\frac {5\cdot 4\cdot 3\cdot 2\cdot 1}{3\cdot 2\cdot 1\cdot (2\cdot 1)}}={120 \over 12}=10}
è il numero di combinazioni di {\displaystyle 5} elementi presi {\displaystyle 3} alla volta, evitando ripetizioni ma indipendentemente dall'ordine di estrazione.

## Proprietà
Il coefficiente binomiale gode delle seguenti proprietà:
- 1) {\displaystyle {n \choose 0}={n \choose n}=1.}

Dimostrazione formale:
{\displaystyle {n \choose 0}={{n!} \over {0!(n-0)!}}={n! \over n!}=1}
{\displaystyle {n \choose n}={{n!} \over {n!(n-n)!}}={n! \over n!}=1.}
Dimostrazione combinatoria: le combinazioni di {\displaystyle n} elementi di lunghezza {\displaystyle 0} o {\displaystyle n} sono evidentemente una sola: rispettivamente l'insieme vuoto o l'intero insieme di {\displaystyle n} elementi.
- {\displaystyle {n \choose 1}={n \choose n-1}=n.}

Dimostrazione formale:
{\displaystyle {n \choose 1}={{n!} \over {1!(n-1)!}}={{n!} \over {(n-1)![n-(n-1)]!}}={n \choose n-1}=n.}
Dimostrazione combinatoria: vi sono evidentemente {\displaystyle n} modi per scegliere un elemento tra {\displaystyle n} o per tralasciarne uno.
- {\displaystyle {n \choose k}={n \choose n-k}}

Dimostrazione formale:
{\displaystyle {n \choose k}={{n!} \over {k!(n-k)!}}={{n!} \over {(n-k)![n-(n-k)]!}}={n \choose n-k}.}
Dimostrazione combinatoria: le scelte di {\displaystyle k} elementi sono in corrispondenza biunivoca con i sottoinsiemi degli {\displaystyle n-k} elementi tralasciati.
- {\displaystyle {n+1 \choose k+1}={n \choose k+1}+{n \choose k}}, ovvero: {\displaystyle {n \choose k}={n-1 \choose k}+{n-1 \choose k-1}.}

(proprietà che permette di costruire i coefficienti binomiali con il triangolo di Tartaglia. Inoltre, tale proprietà può essere utile per dimostrare che {\displaystyle {n \choose k}} è un numero intero non negativo usando il principio d'induzione  su {\displaystyle n}, con l'ipotesi per cui {\displaystyle {n \choose k}} appartiene ai numeri interi non negativi per ogni {\displaystyle k\in \mathbb {N} } tale che {\displaystyle 0\leq k\leq n}, e come tesi che lo stesso valga per {\displaystyle {n+1 \choose k}}; per {\displaystyle n=1} abbiamo che {\displaystyle {1 \choose 0}={1 \choose 1}=1\in \mathbb {N} }).
Dimostrazione formale:
{\displaystyle {n \choose k+1}+{n \choose k}={{n!} \over {(k+1)!(n-k-1)!}}+{{n!} \over {k!(n-k)!}}}
considerando il fatto che
{\displaystyle (n-k)!=(n-k)(n-k-1)!}, ed allo stesso modo {\displaystyle (k+1)!=(k+1)k!}
si ha
{\displaystyle {n \choose k+1}+{n \choose k}={{n!} \over {(k+1)k!(n-k-1)!}}+{{n!} \over {(n-k)k!(n-k-1)!}}=}
{\displaystyle ={(n-k){n!} \over {(k+1)(n-k)k!(n-k-1)!}}+{(k+1){n!} \over {(k+1)(n-k)k!(n-k-1)!}}}
e quindi
{\displaystyle {n \choose k+1}+{n \choose k}={(n-k+k+1){n!} \over {(k+1)k!(n-k)(n-k-1)!}}}
{\displaystyle {n \choose k+1}+{n \choose k}={{(n+1)!} \over {(k+1)!(n-k)!}}={n+1 \choose k+1}}
ovvero la tesi.
Dimostrazione combinatoria: Per calcolare il numero di combinazioni semplici di {\displaystyle n+1} elementi di lunghezza {\displaystyle k+1}, scegliamo uno degli {\displaystyle n+1} elementi, che chiameremo Pippo, e dividiamo le combinazioni in due classi: quelle che non contengono Pippo e quelle che lo contengono. Le cardinalità delle due classi sono evidentemente date dai due termini del secondo membro della formula che volevamo dimostrare.
- {\displaystyle 2^{n}={n \choose 0}+{n \choose 1}+{n \choose 2}+\ldots +{n \choose n-1}+{n \choose n}=\sum _{k=0}^{n}{n \choose k}.}

Dimostrazione formale:
partendo dal teorema binomiale abbiamo:
{\displaystyle 2^{n}=(1+1)^{n}=\sum _{k=0}^{n}{n \choose k}1^{(n-k)}1^{k}=\sum _{k=0}^{n}{n \choose k}}
ovvero la tesi.
Dimostrazione combinatoria:
{\displaystyle 2^{n}} è il numero dei sottoinsiemi di un insieme di {\displaystyle n} elementi. Possiamo dividere tali sottoinsiemi in classi, ponendo in ogni classe quelli di una data cardinalità. Poiché i sottoinsiemi di cardinalità {\displaystyle k} sono proprio {\displaystyle {n \choose k}}, si ottiene subito la tesi.

## Applicazioni
- Il teorema binomiale, o binomio di Newton, utilizza il coefficiente binomiale per esprimere lo sviluppo di una potenza {\displaystyle n}-esima di un binomio qualsiasi secondo la seguente formula:

{\displaystyle (a+b)^{n}=\sum _{k=0}^{n}{n \choose k}a^{n-k}b^{k}.}
- Il numero di diagonali di un poligono convesso di {\displaystyle n} lati può essere espresso secondo la seguente formula: {\displaystyle d={n \choose 2}-n={\frac {n(n-3)}{2}}}
- Dato un insieme {\displaystyle S}, tale che {\displaystyle |S|=n}, si utilizza il coefficiente binomiale per calcolare la cardinalità dell'insieme delle parti di {\displaystyle S}, {\displaystyle {\mathcal {P}}(S)}:

{\displaystyle |{\mathcal {P}}(S)|=\sum _{k=0}^{n}{n \choose k}=2^{n}.}
- La potenza {\displaystyle n}-esima di un numero intero {\displaystyle x} può essere espressa con la sommatoria di tutte le possibili produttorie di {\displaystyle x-1} coefficienti binomiali {\displaystyle {n \choose a}{a \choose b}{b \choose c}\ldots {i \choose j}{j \choose k}{k \choose l}}, con {\displaystyle n\geq a\geq b\geq c\geq \ldots \geq i\geq j\geq k\geq l\geq 0}. Esempio:

{\displaystyle 4^{3}={3 \choose 3}{3 \choose 3}{3 \choose 3}+{3 \choose 3}{3 \choose 3}{3 \choose 2}+{3 \choose 3}{3 \choose 3}{3 \choose 1}+{3 \choose 3}{3 \choose 3}{3 \choose 0}+{3 \choose 3}{3 \choose 2}{2 \choose 2}+\ldots +{3 \choose 1}{1 \choose 1}{1 \choose 0}+{3 \choose 1}{1 \choose 0}{0 \choose 0}+{3 \choose 0}{0 \choose 0}{0 \choose 0}.}

## Estensioni
Si può estendere il coefficiente binomiale al caso in cui {\displaystyle k} sia negativo, oppure maggiore di {\displaystyle n}, ponendo:
{\displaystyle {n \choose k}=0,\qquad n,k\in \mathbb {Z} ,n>0,k<0} oppure {\displaystyle k>n.}
Si può anche estendere il coefficiente ai numeri reali. A tale scopo, può convenire iniziare con l'osservazione che il coefficiente binomiale è anche il rapporto tra il numero delle funzioni iniettive da un insieme di cardinalità {\displaystyle k} in uno di cardinalità {\displaystyle n} (ovvero il numero delle disposizioni semplici di {\displaystyle n} oggetti di classe {\displaystyle k}) ed il numero delle permutazioni di {\displaystyle k} oggetti:
{\displaystyle {n \choose k}={\frac {(n)_{k}}{k!}}={\frac {n!}{(n-k)!k!}}.}
Si può porre:
{\displaystyle (a)_{k}=a(a-1)\cdots (a-k+1)=\prod _{i=0}^{k-1}(a-i),\qquad a\in \mathbb {C} ,k\in \mathbb {Z} ,k\geq 0,}
ad esempio,
{\displaystyle (4{,}5)_{3}=4{,}5\cdot 3{,}5\cdot 2{,}5=39{,}375.}
Con tale convenzione, si ha:
{\displaystyle {a \choose k}={\frac {(a)_{k}}{k!}}\qquad a\in \mathbb {C} ;k\in \mathbb {Z} ,k\geq 0,}
ad esempio:
{\displaystyle {4{,}5 \choose 3}={\frac {(4{,}5)_{3}}{3!}}={\frac {39{,}375}{6}}=6{,}5625.}
Infine, esiste una generalizzazione del coefficiente binomiale che coinvolge un parametro {\displaystyle q}, denominata coefficiente binomiale gaussiano (talvolta semplicemente {\displaystyle q}-binomiale).

## Caso particolare
Si può notare che per {\displaystyle k=2} il coefficiente binomiale equivale alla somma dei primi {\displaystyle n-1} numeri naturali:
{\displaystyle {n \choose 2}={\frac {n!}{(n-2)!2!}}={\frac {n(n-1)(n-2)!}{(n-2)!2}}={\frac {n(n-1)}{2}}=\sum _{i=1}^{n-1}i.}